# Шеллмен (Джорджія)
Шеллмен (англ. Shellman) — місто (англ. city) в США, в окрузі Рендолф штату Джорджія. Населення — 861 особа (2020).

## Географія
Шеллмен розташований за координатами 31°45′25″ пн. ш. 84°36′59″ зх. д. / 31.75694° пн. ш. 84.61639° зх. д. (31.757055, -84.616305).  За даними Бюро перепису населення США в 2010 році місто мало площу 8,36 км², уся площа — суходіл.

## Демографія
Згідно з переписом 2010 року, у місті мешкали 1083 особи в 427 домогосподарствах у складі 283 родин. Густота населення становила 130 осіб/км².  Було 498 помешкань (60/км²).
Расовий склад населення:
| - 68,1 % — чорних або афроамериканців - 31,5 % — білих |

До двох чи більше рас належало 0,4 %. Частка іспаномовних становила 0,1 % від усіх жителів.
За віковим діапазоном населення розподілялося таким чином: 27,0 % — особи молодші 18 років, 57,2 % — особи у віці 18—64 років, 15,8 % — особи у віці 65 років та старші. Медіана віку мешканця становила 38,4 року. На 100 осіб жіночої статі у місті припадало 82,0 чоловіків;  на 100 жінок у віці від 18 років та старших — 76,6 чоловіків також старших 18 років.
Середній дохід на одне домашнє господарство  становив 40 511 долар США (медіана — 21 793), а середній дохід на одну сім'ю — 55 133 долари (медіана — 42 083). За межею бідності перебувало 31,7 % осіб, у тому числі 36,5 % дітей у віці до 18 років та 16,2 % осіб у віці 65 років та старших.
Цивільне працевлаштоване населення становило 339 осіб. Основні галузі зайнятості: освіта, охорона здоров'я та соціальна допомога — 39,5 %, виробництво — 25,4 %, сільське господарство, лісництво, риболовля — 11,5 %, науковці, спеціалісти, менеджери — 6,2 %.